# The Phantom Creeps
The Phantom Creeps é um seriado estadunidense de 1939, gênero ficção científica, dirigido por Ford Beebe e Saul A. Goodkind, em 12 capítulos, estrelado por Béla Lugosi, Dorothy Arnold e Robert Kent. Foi produzido e distribuído pela Universal Pictures, e veiculou nos cinemas estadunidenses a partir de 17 de outubro de 1939.
Relata a história de um cientista louco, interpretado por Béla Lugosi em seu último seriado, que tenta dominar o mundo com suas invenções. Foi o 112º seriado e o 44º sonoro da Universal Pictures.
Foi adaptado em DC's Movie Comics #6, com capa datada de setembro-outubro de 1939, e a edição final com o mesmo título.
Os primeiros três episódios de The Phantom Creeps foram satirizados durante a segunda temporada do show de televisão Mystery Science Theater 3000.

## Sinopse
Dr. Zorka inventou muitas estranhas armas de guerra, incluindo um cinto de invisibilidade; um aterrorizante robô (interpretado pelo dublê Ed Wolff) e também possui um fragmento de meteorito mortal da qual ele extrai um elemento que pode induzir à animação suspensa um exército inteiro. Espiões estrangeiros, operando sob o disfarce de uma escola de línguas estrangeira, estão tentando comprar ou roubar o elemento do meteorito, enquanto seu antigo parceiro, Dr. Fred Mallory, irritado porque Zorka não vai usar suas invenções para o governo dos EUA, denuncia-o ao Capitão Bob West, do Departamento de Inteligência Militar. Cansado de dizer não para os espiões e para o governo, Zorka move seu laboratório. Quando sua esposa é morta, Zorka jura vingança eterna contra a sociedade e decide usar suas invenções para tornar-se um ditador mundial. Teria feito isso se não fosse o seu assistente Monk, um fugitivo que foi praticamente escravizado por Zorka, que é covarde, traiçoeiro e totalmente incompetente, e cuja interferência, acidental ou deliberada, frustra os esforços de Zorka várias vezes.

## Elenco
- Béla Lugosi … Dr. Alex Zorka. Foi a última atuação em seriados de Lugosi.[4]
- Robert Kent … Capt. Bob West, G-Man (Agente especial)
- Dorothy Arnold … Jean Drew, repórter
- Edwin Stanley … Dr. Fred Mallory
- Regis Toomey … Tenente Jim Daley, G-Man
- Jack C. Smith … Monk, assistente Dr. Zorka
- Edward Van Sloan … Jarvis
- Dora Clement … Ann Zorka
- Anthony Averill … Rankin
- Hugh Huntley … Perkins, assistente de laboratório de Dr. Mallory
- Ed Wolff … Robot
- Monte Montague	 ...	Mecânico (não-creditado)
- Edmund Cobb	 ...	Sargento (não-creditado)
- Frank Mayo ... Engenheiro de trens (cap 6, não-creditado)

## Produção
Este seriado possui algumas similaridades com o seriado anterior The Vanishing Shadow, tais como um cinto de invisibilidade e um robô de controle remoto, além das cenas da avalanche. Cenas de arquivo de The Invisible Ray, filme de 1936, foram reutilizadas, incluindo cenas do Dr Zorka encontrando o meteorito na África. A música veio do filme Frankenstein films. Cenas de The Phantom Creeps podem ter sido usadas em seriados posteriores. Cenas documentais do desastre do Hindenburg foram usadas como parte da destruição final do robô de Dr Zorka, o qual supostamente destruiria a raça humana, e é interrompido por uma única tomada após ser desencadeada.
A Universal tentou melhorar os seriados, eliminando o prefácio escrito no início de cada capítulo. Devido a isso, The Phantom Creeps se tornou o primeiro seriado em que o estúdio utilizou verticalmente a rolagem de texto como prefácio.

## Capítulos
1. The Menacing Power
2. Death Stalks the Highways
3. Crashing Towers
4. Invisible Terror
5. Thundering Rails
6. The Iron Monster
7. The Menacing Mist
8. Trapped in the Flames
9. Speeding Doom
10. Phantom Footprints
11. The Blast
12. To Destroy the World

Fonte: